# 陈九成墓
陈九成墓，位于中国广东省惠州市龙丰挂榜山北麓，为惠州市的一个市、县级文物保护单位，类型为古墓葬，公布时间为1990年。
陈九成墓的历史年代为明代。